# Операція «Тридцять годин»
Операція «Тридцять годин» (порт. Operação Trinta Horas) — бразильський військовий план вторгнення в Уругвай у 1971 році. Бразилія перебувала під військовою диктатурою, керованою Еміліу Гарастазу Медічі. За цей час Уругвай перебував у виборчому процесі, і можливість перемоги лівого Широкого фронту налякала як і бразильських правителів, так і Тупамарос, уругвайське міське повстанське угрупування. Однак Широкий фронт зазнав поразки на виборах і план був скасований.
Стратегія Бразилії полягала у тому, щоб здійснити швидке вторгнення, і цим запобігти або послабити аргентинську реакцію: тільки невдоволення залишиться обговоренням в ООН. Пізніше свідчення підтвердили, що за день до виборів уругвайців бразильські війська були мобілізовані. Незважаючи на це, історія пішла іншим шляхом: Бразилія не вторглася до Уругваю, а останній переніс військовий переворот у 1973 році.